# Hattori Hanzō
Hattori Hanzō (服部半蔵 (Phục Bộ Bán Tàng) 1541 – 23 tháng 12, 1596), tên thật là Hattori Masanari hoặc Hattori Masashige (服部 正成 (Phục Bộ Chính Thành)) là một võ tướng của xứ Mikawa no kuni vào cuối thời kỳ Sengoku đầu thời kỳ Azuchi-Momoyama.
Ông là một trong 16 võ tướng đã có công giúp Tokugawa Ieyasu lên ngôi. Trong đội quân của Tokugawa, ông là người chỉ huy lực lượng đặc công ninja. Ông có biệt danh là Oni-Hanzo (quỷ Bán Tạng) vì sự tàn ác mà ông gây ra. Khi mạc phủ Tokugawa cho xây thành Edo, ông và con trai được cử làm chỉ huy lực lượng hộ vệ tại cửa thành phía Tây. Cửa này về sau được gọi là cửa Hanzō (Bán Tạng môn)
Ông hay có mặt trong những bộ truyện tranh và những tiểu thuyết giả tưởng.

## Tiểu sử
Ông là con trai của Hattori Yasunaga, một nhẫn giả nổi tiếng và là người cầm đầu phái Iga (một phái ninja rất nổi tiếng của Nhật Bản). Hanzō sinh ra và nổi tiếng ở Mikawa, nhưng ông thường về Iga, nơi ở của gia đình Hanzo. Ông là một kiếm sĩ, nhà chiến thuật và cũng là một giáo sĩ. Đây chính vì Iga và Koga là hai vùng sản sinh ra nhẫn thuật và đã có hơn 70 tổ chức truyền những kỹ thuật này tại địa phương. Trên núi có những học viện lớn để dạy võ thuật. Âm Dương Đạo, một phương pháp bói toán của Trung Quốc, được Abe no Seimei truyền bá rộng rãi ở Kyoto. Làng Yagyu, nằm ở biên giới giữa Kyoto và Nara, là nơi có trường dạy kiếm. Chùa Hôzo-in tại Nara có một trường dạy đánh giáo, Hozoin-ryu. Tất cả các kỹ thuật cần thiết cho Ninjutsu đều có thể tìm thấy trong chu vi 45 dặm từ Iga. Hanzō, tham gia trận chiến đầu tiên lúc 16 tuổi, đã tham gia các trận đánh như trận ở Anegawa và Mitakagawa. Nhưng sau khi Oda Nobunaga chết vào năm 1582, Hanzō mới có những đóng góp lớn cho gia tộc Tokugawa.
Hanzō chết vào năm 1596 ở tuổi 55. Tuy nhiên, có nhiều truyền thuyết nói rằng Hanzō bị Fuuma Kotaro giết chết trong chiến trường. Con trai Hanzō cũng có tên là Masanari, nhưng được viết bằng kanji khác. Con trai của Hanzō được phong tước "Iwami-no-Kami", và cùng người của mình, đã trở thành lính bảo vệ cho lâu đài Edo. Con trai Hanzō cũng đã trở thành thành viên của bang phái Iga.
Tới ngày nay, Hanzō vẫn yên nghỉ tại Tây Niệm tự (西念寺, ở Shinjuku). Những ngôi chùa khác cũng vẫn còn giữ bộ áo giáp và cây giáo ưa thích của ông.